# Batalla de Boviano
La batalla de Boviano tuvo lugar en el año 305 a. C. entre la República romana, al mando de los cónsules Tiberio Minucio Augurino y Lucio Postumio Megelo; y los samnitas, al mando de Estacio Gelio. El resultado fue una victoria decisiva romana que puso fin a la segunda guerra samnita.
El resultado de la batalla de Boviano machacó la moral de los samnitas, quienes, incapaces de continuar la guerra, fueron obligados a aceptar los términos dictados por Roma. Los romanos probaron con esta victoria la mayor fuerza que tenían sobre los samnitas desde el 314 a. C., conduciéndolos a demandar la paz en términos cada vez menos generosos. En el 304 a. C. los romanos se habían anexionado con efectividad un gran territorio en detrimento de los samnitas, fundando numerosas colonias. Este patrón en la agresión por la fuerza del tratado de paz, ganando territorios casi inadvertidamente para una estrategia de contraataques se convirtió en una característica común en la historia militar romana.